# Mitteraschau

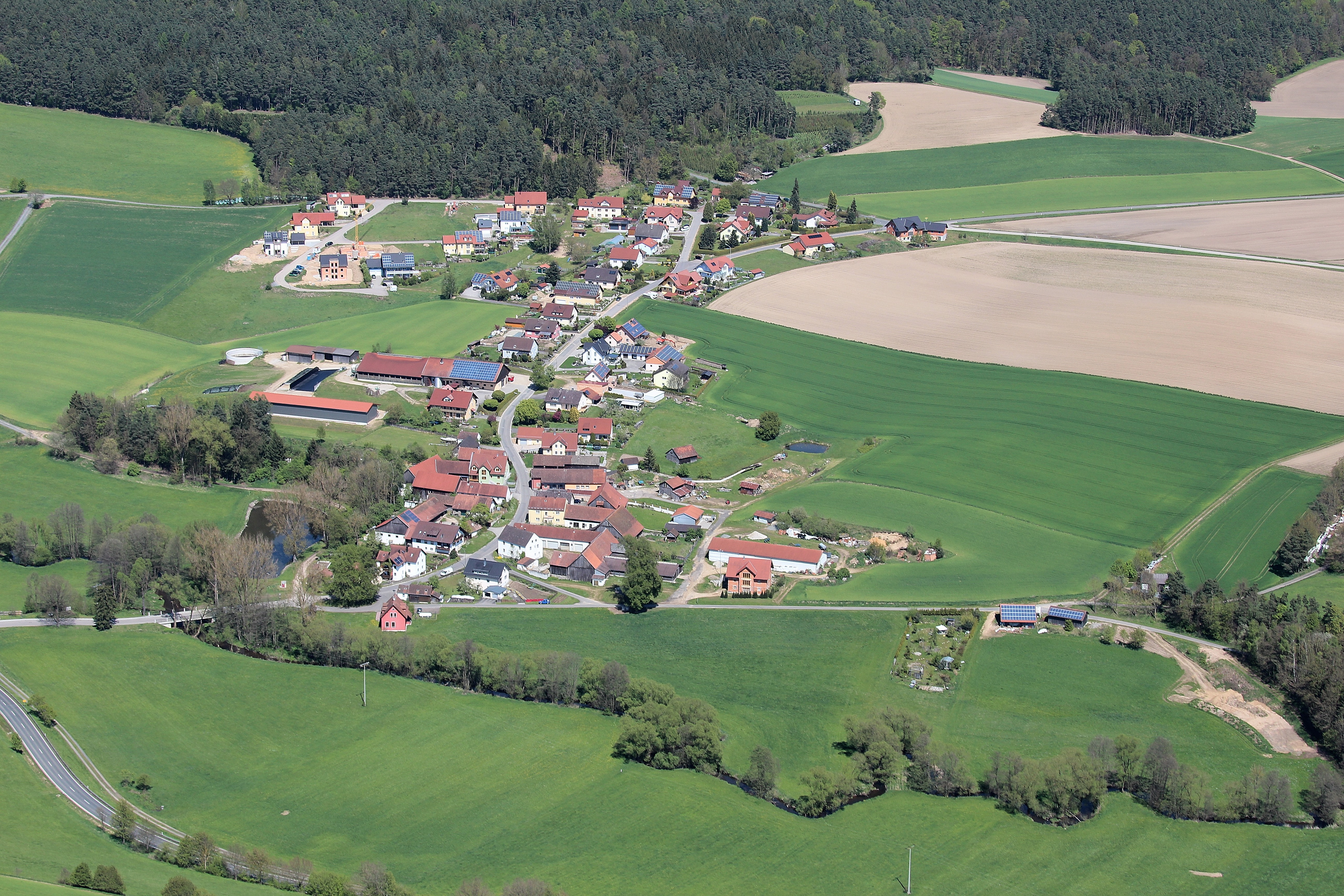
Mitteraschau (2017)

Mitteraschau ist ein Ortsteil der Stadt Neunburg vorm Wald im Landkreis Schwandorf in Bayern.

## Geographie
Mitteraschau liegt circa drei Kilometer nördlich von Neunburg vorm Wald auf beiden Uferhängen der Ascha an der Staatsstraße 2398, die Neunburg vorm Wald mit Oberviechtach und der B 22 verbindet.

## Geschichte
Der Name Mitteraschau leitet sich von dem Fluss Ascha ab.
Dabei bezieht sich das „Mitter-“ darauf, dass Mitteraschau weiter von der Quelle der Ascha entfernt ist als Oberaschau, aber näher zur Quelle gelegen ist als Unteraschau. 1273 wird Mitteraschau erstmals urkundlich erwähnt. Mitteraschau wurde 1283 als Siedlung zum Amt Neunburg gezählt.
Ulrich der Wilbrand wurde 1326 mit den Höfen von Mitteraschau belehnt. Der Ortsname „Mittern Aschach“ ist für 1574 belegt.
In Mitteraschau befand sich vom 14. bis zum 17. Jahrhundert ein Blechhammer, der vom Wasser der Ascha betrieben wurde.
Am 23. März 1913 war Mitteraschau Teil der Pfarrei Schwarzhofen, bestand aus 23 Häusern und zählte 136 Einwohner. 1921 wurde Mitteraschau nach Neunburg vorm Wald umgepfarrt.
Am 31. Dezember 1990 hatte Mitteraschau 174 Einwohner und war Expositur der Pfarrei Neunburg vorm Wald.

## Kultur und Sehenswürdigkeiten

### St. Johannes der Täufer (Mitteraschau)
Die Kirche St. Johannes der Täufer in Mitteraschau wurde in der zweiten Hälfte des 12. Jahrhunderts in romanischem Stil erbaut. 1786 wurde sie renoviert und erweitert.
Der Kirchturm hat im Erdgeschoss ein kleines Rundbogenfenster und ein Kreuzgewölbe im Chor. 1961 wurde bei Renovierungsarbeiten ein Gemälde der Dreifaltigkeit entdeckt. Aus dem 14. Jahrhundert stammende Figuren der vier Evangelisten und der Gottesmutter Maria mit Jesuskind schmücken das Kircheninnere.
Zu den Glocken gehört auch eine von Johann Gordian Schelchshorn 1676 gegossene Glocke.
Siehe auch: Liste der Baudenkmäler in Neunburg vorm Wald, Abschnitt Mitteraschau

## Bilder

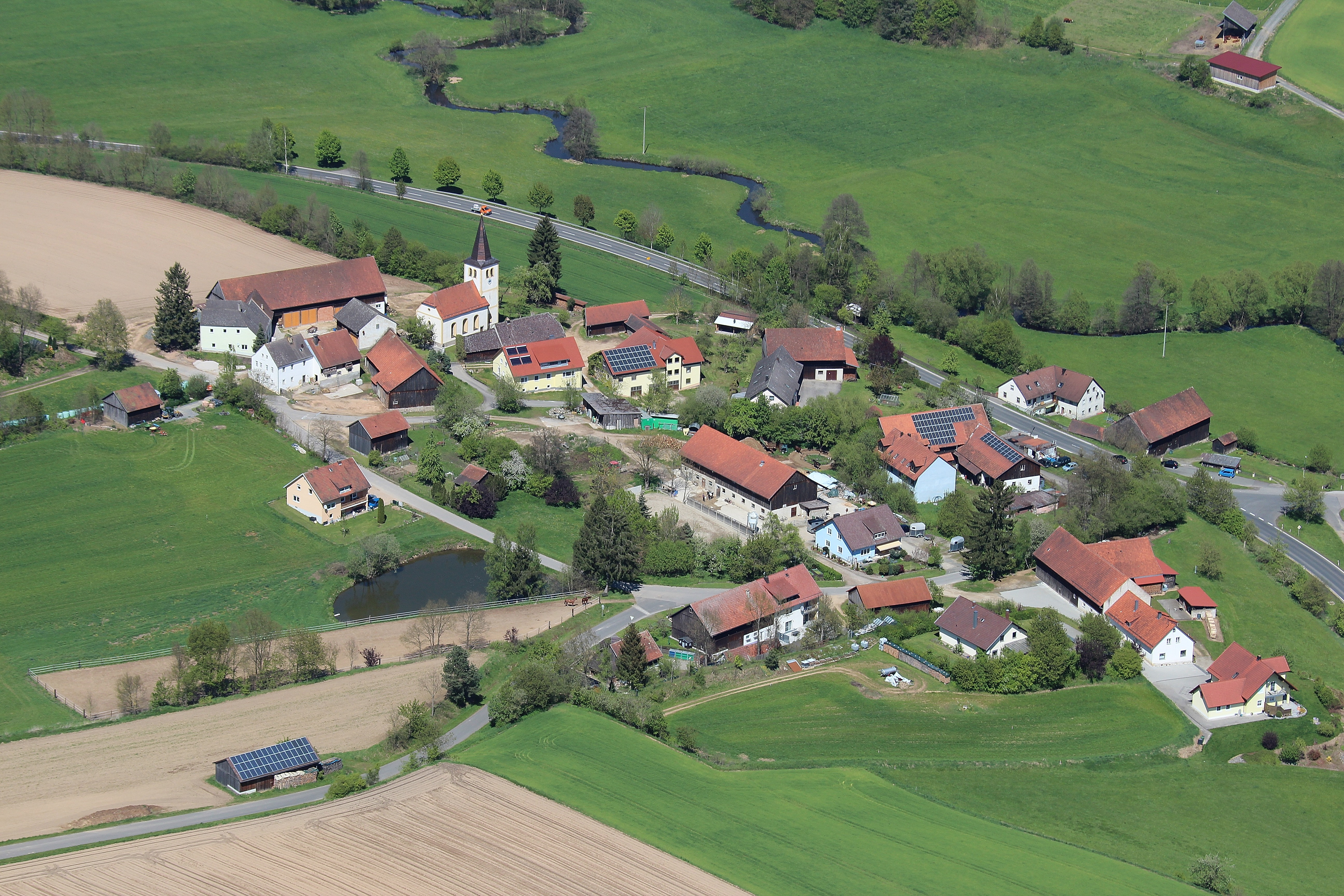
Mitteraschau (2017)
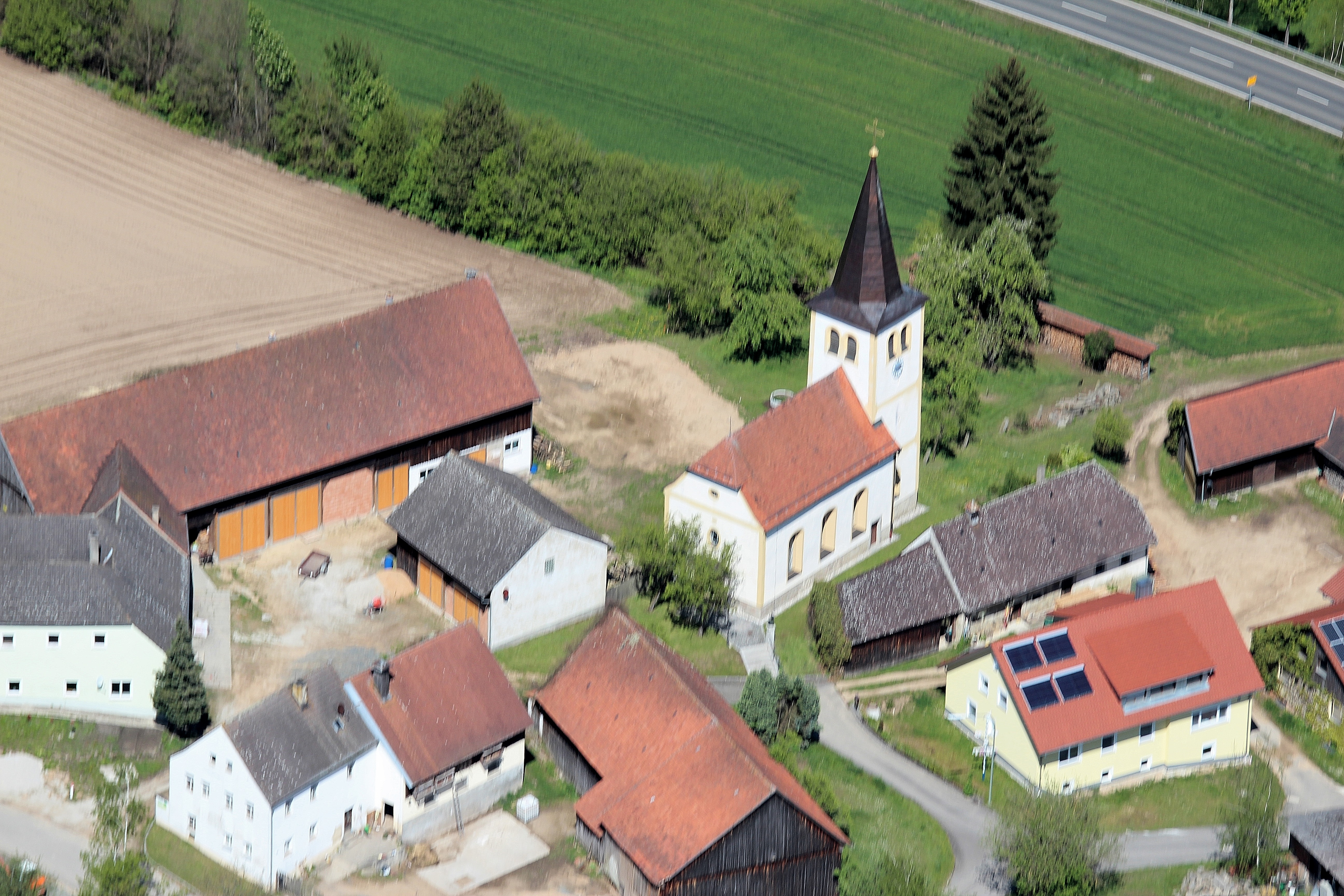
St. Johannes der Täufer (2017)